# Argyra nigripilosa
Argyra nigripilosa är en tvåvingeart som beskrevs av Yang och Saigusa 2002. Argyra nigripilosa ingår i släktet Argyra och familjen styltflugor.
Artens utbredningsområde är Yunnan (Kina). Inga underarter finns listade i Catalogue of Life.